# Черноопашат елен
Черноопашатият елен още елен-муле (Odocoileus hemionus) е вид бозайник от семейство Еленови (Cervidae). Видът не е застрашен от изчезване.

## Разпространение
Разпространен е в Канада (Албърта, Британска Колумбия, Манитоба, Северозападни територии и Юкон), Мексико (Долна Калифорния, Коауила де Сарагоса, Нуево Леон, Сонора, Тамаулипас и Чиуауа) и САЩ (Айдахо, Айова, Аляска, Аризона, Вашингтон, Калифорния, Канзас, Колорадо, Монтана, Небраска, Невада, Ню Мексико, Оклахома, Орегон, Северна Дакота, Тексас, Уайоминг, Хавайски острови, Южна Дакота и Юта). Внесен е в Аржентина.